# 車車車
《車車車》（法語：Trafic）是法國導演賈克·大地執導的第五部劇情長片，同時也是導演本人飾演「于洛先生」角色的第四部也是最後一部電影。

## 劇情
法國車商Altra研發了一款具有多功能的露營車，期望在阿姆斯特丹車展一炮而紅；汽車繪圖設計師于洛先生則負責在車展當日用貨車把新車原型送抵阿姆斯特丹會場，同行的還有擔任公關的瑪麗亞。他們在前往的過程中一波三折，先是車子爆胎、沒油，眼看著車展已經開展，他們又遇上荷蘭海關人員的刁難；正當他們終於進入荷蘭境內時，又發生連環車禍，欲展示的露營車體受損，不得不找人員來修理。

## 外部連結
- 互联网电影数据库（IMDb）上《Trafic》的资料（英文）
- Trafic: Watching the Wheels （页面存档备份，存于） an essay by Jonathan Romney at the Criterion Collection